# Pedro el Labrador
Pedro el Labrador o Pedro el Labriego  (en inglés, Piers Plowman; en latín, Visio Willelmi de Petro Ploughman, 1360–1399) es un poema alegórico medieval inglés escrito por William Langland en versos aliterativos sin rima. 
El poema da cuenta de tres visiones que tiene el protagonista cuando se duerme y cae presa de un profundo sueño cerca de las colinas de Malvern. En la primera visión, la Iglesia católica y la Dama Recompensa tratan de seducir al soñador con riquezas y toda suerte de bienes materiales. En la segunda, el protagonista contempla a Pedro el Labrador, un humilde y esforzado campesino que guía a una multitud de penitentes en busca de la Santa Verdad. En la tercera visión el soñador trata de buscar lo mejor y lo más grande, pero fracasa en su intento al morir, antes de lograrlo, como consecuencia del hambre y unas fiebres. 
Parece ser que la fuente de inspiración principal de Pedro el Labrador de William Langland se halla en "La Canción del Campesino" (Song of the husbandman), un poema donde se denuncia claramente la situación del campesinado y el clima de explotación en que vive. 
A diferencia de otros poemas satíricos y morales de la época, este texto está escrito en primera persona con el fin de hacer más vivos los hechos que denuncia a favor de los campesinos oprimidos y en contra de los explotadores recogidos en la figura de los funcionarios del rey. 
Existen tres versiones distintas del poema, que los eruditos designan como textos A, B, y C. El texto B es la versión más editada y traducida, ya que revisa y amplía la versión A en más de cuatro mil líneas.